# 등쪽뼈사이근 (손)
등쪽뼈사이근(dorsal interossei, DI) 또는 배측골간근(背側骨間筋)은 손등에 존재하는 근육으로, 한쪽 손에 네 개씩 존재한다. 집게손가락과 약손가락을 손의 정중선(가운뎃손가락의 정중선)으로부터 멀어지게, 즉 벌리는 작용을 한다. 또한 집게손가락, 가운뎃손가락, 약손가락에서 손허리손가락관절의 굽힘, 손가락사이관절의 폄을 돕는다.

## 구조
한쪽 손에는 네 개의 등쪽뼈사이근이 존재한다. 바닥쪽뼈사이근은 손허리뼈의 앞쪽에 위치하여, 뒤쪽에 위치하는 등쪽뼈사이근과 대조된다.
등쪽뼈사이근은 모두 깃근육(bipennate)으로, 각각의 등쪽뼈사이근은 이웃하는 손허리뼈의 인접한 측면에서 두 갈래로 일어난다. 몸쪽손가락뼈 바닥과, 대응하는 손가락폄근 힘줄의 폄근널힘줄에 닿는다. 가운뎃손가락에는 두 개의 등쪽뼈사이근이 와서 닿으며, 엄지손가락과 새끼손가락에는 등쪽뼈사이근이 닿지 않는다. 등쪽뼈사이근과 바닥쪽뼈사이근을 합치면, 새끼손가락을 제외한 네 개의 손가락에는 모두 두 개의 뼈사이근이 붙는다. 새끼손가락의 경우 등쪽뼈사이근 대신 새끼벌림근이 붙는다.
첫째 등쪽뼈사이근은 다른 등쪽뼈사이근보다 크기가 크다. 첫째 등쪽뼈사이근의 두 근육갈래 사이로는 노동맥이 손등에서 손바닥으로 지나간다. 둘째, 셋째, 넷째 등쪽뼈사이근의 두 근육갈래 사이로는 깊은손바닥동맥활에서 나오는 관통가지가 주행한다.
|      | 이는곳                                                    | 닿는곳                                                  |
| ---- | --------------------------------------------------------- | ------------------------------------------------------- |
| 첫째 | 첫째손허리뼈 자쪽 측면 몸쪽 절반과 둘째손허리뼈 노쪽 측면 | 집게손가락의 몸쪽손가락뼈 바닥 노쪽 측면과 폄근널힘줄   |
| 둘째 | 둘째손허리뼈 자쪽 측면과 셋째손허리뼈 노쪽 측면           | 가운뎃손가락의 몸쪽손가락뼈 바닥 노쪽 측면과 폄근널힘줄 |
| 셋째 | 셋째손허리뼈 자쪽 측면과 넷째손허리뼈 노쪽 측면           | 가운뎃손가락의 몸쪽손가락뼈 바닥 자쪽 측면과 폄근널힘줄 |
| 넷째 | 넷째손허리뼈 자쪽 측면과 다섯째손허리뼈 노쪽 측면         | 약손가락의 몸쪽손가락뼈 바닥 자쪽 측면과 폄근널힘줄     |

### 신경 분포
모든 등쪽뼈사이근에는 자신경의 깊은가지가 분포한다.

## 기능
등쪽뼈사이근은 둘째, 셋째, 넷째 손가락을 벌린다. 첫째 등쪽뼈사이근은 손허리손가락관절에서 집게손가락을 약간 돌릴 수 있으며, 엄지를 모을 때 엄지모음근을 돕는다.

## 임상적 중요성
손의 첫째 등쪽뼈사이근에서는 드물게 구획증후군이 발생한다. 이는 손의 과도한 사용 때문에 발생하며, 손등의 통증과 종창을 유발한다. 단순 근막절개술로 치료 가능하다.

## 추가 이미지
- 왼쪽 손등의 뼈
- 첫째 등쪽뼈사이근
- 새끼벌림근의 모습. 새끼벌림근은 다섯째 등쪽뼈사이근으로 불리기도 한다.

## 같이 보기
- 뼈사이근

## 참고 문헌
이 문서는 현재 퍼블릭 도메인에 속하는 그레이 해부학 제20판(1918) page 464의 내용을 기초로 작성된 글이 포함되어 있습니다.
1. ↑  “Dorsal Interossei (DI)”. Washington University school of Medicin in St.Louis. 2010. 2021년 2월 24일에 원본 문서에서 보존된 문서. 2012년 12월 9일에 확인함.
2. 1 2  Gray's Anatomy 1918, see infobox
3. ↑  Origin, insertion and nerve supply of the muscle at Loyola University Chicago Stritch School of Medicine
4. ↑  Palastanga, N; Soames, R (2012). 《Anatomy and Human Movement: Structure and Function》 6판. ISBN 978-0-7020-4053-5.
5. 1 2  Abdul-Hamid, A. K. (1987). “First dorsal interosseous compartment syndrome”. 《Journal of Hand Surgery (Edinburgh, Scotland)》 12 (2): 269–272. doi:10.1016/0266-7681(87)90031-3. ISSN 0266-7681. PMID 3624994.